# باربرا كولبي
باربرا كولبي (بالإنجليزية: Barbara Colby)‏ هي ممثلة أمريكية، ولدت في 2 يوليو 1939 بنيويورك في الولايات المتحدة، وتوفيت في 24 يوليو 1975 بفينسيا في الولايات المتحدة.

## وصلات خارجية
- باربرا كولبي على موقع IMDb (الإنجليزية)
- باربرا كولبي على موقع ألو سيني (الفرنسية)
- باربرا كولبي على موقع أول موفي (الإنجليزية)
- باربرا كولبي على موقع قاعدة بيانات برودواي على الإنترنت (الإنجليزية)
- باربرا كولبي على موقع قاعدة بيانات الأفلام السويدية (السويدية)
- باربرا كولبي على موقع قاعدة بيانات الفيلم (الإنجليزية)
- باربرا كولبي على موقع كينوبويسك (الروسية)